# Prvouka
Prvouka je vyučovací předmět, ve kterém se žáci seznamují s prvotními poznatky o okolním světě. Zahrnuje základní znalosti z oblasti vlastivědy, geografie, biologie, dopravní výchovy, fyziky, občanské výchovy, humanitních a společenských věd. Vyučuje se od prvního do třetího ročníku základní školy.